# Le Caméléon
Ne doit pas être confondu avec Le Caméléon (film).
Pour les articles homonymes, voir Caméléon (homonymie).
Le Caméléon (The Pretender) est une série télévisée américaine en 86 épisodes de 42 minutes, créée par Steven Long Mitchell et Craig Van Sickle et diffusée du 19 septembre 1996 au 13 mai 2000 sur le réseau NBC.
En France, la série a été diffusée du 4 avril 1997 au 10 février 2001 sur M6 dans le cadre de La Trilogie du samedi et du 3 mars 1999 au 29 août 2000 sur Série Club puis rediffusée sur W9, Téva, 6ter, Syfy France, 13e rue et TF6, RTL9 en 2020, et AB1 en 2021; au Québec à partir du 28 août 2003 à Séries+, en Belgique sur Canal+ Belgique dès octobre 1996 puis sur la RTBF, au Luxembourg sur RTL9, dès novembre 1996 et en Suisse sur TSR dès avril 1997.
En 2013, Steven Long Mitchell annonce sur son compte Twitter que la série serait reconduite, information confirmée aussi par le compte Twitter d'Andrea Parker, mais pour le moment rien n'est dit si ce sera sous forme de série télévisée ou de téléfilm.

## Accroche
« Il existe des êtres doués d'une intelligence supra ultra normale, des génies qui possèdent entre autres la faculté d'assumer n'importe quelle identité. En 1963, les chercheurs d'une entreprise appelée « Le Centre » ont mis en isolement un de ces êtres, un jeune garçon nommé Jarod, et exploitèrent son génie pour des recherches secrètes. Mais un jour le « Caméléon » leur échappa… »

## Synopsis
La série met en scène Jarod (dont on ignore le nom de famille), un homme séquestré pendant 33 ans dans "le Centre", une fondation secrète. Doué d'une intelligence exceptionnelle, Jarod a été depuis son plus jeune âge soumis à des simulations, des reconstitutions de situations réelles où il devait reproduire le schéma mental de personnes ayant pris part à ces événements. Lorsqu'il apprend les objectifs malfaisants de nombre de ces simulations, il décide de s'évader.
Culpabilisé par l'emploi des résultats de ses simulations, il décide de devenir un justicier secret. Intégrant des milieux différents, se faisant chaque fois passer pour un professionnel ou une autorité, il débusque un criminel, puis le place en situation d'infériorité lors d'une reconstitution de son crime afin de l'apeurer et le pousser aux aveux.
Son intelligence exceptionnelle lui permet d'assimiler en peu de temps n'importe quel métier (photographe, moniteur de chute libre, médecin…), ou du moins d'en apprendre assez pour donner le change face à de vrais professionnels (il se fait rarement démasquer). À l'inverse, il n'a qu'une connaissance très limitée des codes de la société et de la culture populaire, qu'il intègre lentement par le biais de sucreries, de jouets et autres anecdotes. Jarod a d'ailleurs conservé une personnalité assez puérile et naïve du fait de son isolement, mais cela ne l'empêche pas de se lier très facilement, étant d'un naturel très sympathique. Cependant, il laisse aussi paraître une facette plus effrayante de sa personnalité quand il prend plaisir à tourmenter les criminels victimes de ses reconstitutions.
Parallèlement à ses petites enquêtes, il tente d'apprendre la vérité sur ses origines, jouant de la dualité de sa relation avec le psychiatre Sydney - presque père adoptif - qu'il contacte régulièrement, bien qu'ils aient une relation poursuivant/poursuivi.
Il est constamment pourchassé par Sydney, Mademoiselle Parker, fille du directeur et amie d'enfance, et l'informaticien Broots, qui ont pour mission de le ramener au Centre, mais il a toujours un coup d'avance pour leur échapper. D'autres personnages, comme l'inquiétant M. Lyle, feront leur apparition ensuite, tandis que M. Parker et M. Raines œuvrent dans l'ombre avec le Triumvirat, à la tête du Centre.
Jarod n'est cependant pas le seul à avoir des secrets, M. Parker ayant un passé des plus obscurs.

## Distribution

### Acteurs principaux
- Michael T. Weiss (VF : Nicolas Marié) : Jarod
- Andrea Parker (VF : Françoise Rigal) : Mademoiselle Parker et Catherine Parker
- Patrick Bauchau (VF : Bernard Alane) : Sydney et Jacob Green
- Jon Gries (VF : Georges Caudron) : Broots

### Acteurs récurrents
- Ryan Merriman (VF : Odile Schmitt puis Donald Reignoux) : Jarod enfant (52 épisodes)
- Alex Wexo (VF : Bernard Alane) : Sydney et Jacob jeunes (46 épisodes)
- Richard Marcus (VF : Gérard Dessalles) : William Raines (45 épisodes)
- Harve Presnell (VF : Marc de Georgi) : M. Parker (31 épisodes)
- Paul Dillon (VF : Xavier Fagnon) : Angelo (24 épisodes)
- James Denton (VF : François Leccia) : M. Lyle (saisons 2 à 4, 36 épisodes)
- Pamela Gidley (VF : Déborah Perret) : Brigitte Parker (saisons 2 à 4, 19 épisodes)
- Ashley Peldon (VF : Chantal Macé, Sauvane Delanoë dans quelques épisodes) : Mlle Parker enfant (saisons 1 à 3, 15 épisodes)

### Invités venant des autres séries
Profiler
- Ally Walker : Dr. Samantha 'Sam' Waters (saison 3 épisode 19)
- Robert Davi : Agent Bailey Malone (saison 3 épisode 19 / saison 4 épisode 10)
- Jamie Luner : Rachel Burke (saison 4 épisode 10)

### Invités
- Stephen Tobolowsky : Dr. Alan Trader (saison 1 épisode 1)
- Jake Lloyd :  Ronny Collins / Young Angelo / Timmy  (saison 1 épisode 3 / saison 2 épisodes 9, 21 et 22 / saison 3 épisode 14)
- Gregg Henry : Peter Morgan (saison 1 épisode 4)
- James Handy : Steve Hanlon (saison 1 épisode 4)
- Chris Ellis : Daniel Crockett (saison 1 épisode 9)
- Dean Norris : Tommy Larson / Shérif Whalen (saison 1 épisode 12 / saison 4 épisodes 18)
- Jeffrey Donovan : Kyle (saison 1 épisodes 21 et 22 / saison 2 épisode 19)
- Leland Orser : Argyle (saison 2 épisode 14 / saison 3 : épisode 12 / saison 4 : épisode 11)
- James Pickens Jr. : Clark Thomas (saison 2 épisode 17)
- Miguel Sandoval : Manny Alomar (saison 2 épisode 18)
- Haley Joel Osment : Davey Simpkins (saison 2 épisodes 21 et 22)
- James Hong : Mr. Lee (saison 3 épisode 10)
- Jennifer Garner : Billie H. Vaughn / Dupree (saison 3 épisode 13)
- Jason Brooks : Thomas Gates (saison 3)
- Emile Hirsch : Bryce Banks (saison 3 épisode 19)
- George Lazenby (VF : Michel Barbey) : Major Charles (saison 3 épisodes 21 et 22 / saison 4 épisodes 19 et 20)
- Tobin Bell : Mr. White (saison 4 épisode 1)
- Kevin Weisman : Mr. Abel (saison 4 épisode 17)
- Erika Christensen : Leigh Wright (saison 4 épisode 18)

 Source et légende : version française (VF) sur RS Doublage

## Univers de la série

### Personnages
Pour tous les personnages récurrents, les auteurs semblent être convenus d'une règle : on connaît soit leur prénom, soit leur nom de famille, mais pas les deux, exception faite du Dr Raines dont on connaît le prénom, William, et la mère de Mlle Parker, ainsi que pour Sydney, dont le nom "Green" est révélé lorsque son jumeau est à l'hôpital.
- Jarod : héros de la série, il a été enlevé à ses parents dans son enfance par une organisation secrète appelée le « Centre », à un âge entre cinq et sept ans (quatre ans selon la chronologie officielle). Il est doué d'une intelligence supranormale, c'est un « Caméléon », capable de copier le comportement des gens et de devenir qui il veut : policier, technicien, médecin... En revanche, à cause de l'isolement où il a été maintenu, il ignore les choses simples de la vie, comme la crème glacée, la gomme à mâcher, les groupes de musique ainsi que des personnages célèbres tels Batman ou Rambo. Il s'évade du Centre en 1996, après 33 ans d'enfermement. Dans son sens de la justice et sa volonté de réparer certaines erreurs dont il se sent responsable réside son plus grand point faible : Jarod est beaucoup trop faible émotionnellement dû au fait qu'il n'a eu aucune enfance épanouissante ; il le démontre au fur et à mesure de chaque épisode, c'est un enfant dans un corps d'adulte.
- Mademoiselle Parker : fille de M. Parker, le directeur du Centre. Ancienne « nettoyeuse » et chef de la sécurité, elle est chargée de rechercher Jarod, avec l'aide de Broots et de Sydney. Élevée au Centre avec Jarod, elle est son amie d'enfance et il est le seul à qui elle ait révélé son prénom (le spectateur lui-même ne le connaît pas, même si le dernier téléfilm pourrait laisser supposer que son prénom serait Angel, d'où le fait que son père l'appelle constamment "mon ange"). Elle s'acharne à retrouver Jarod afin qu'une fois cette mission accomplie, son père la laisse démissionner et retrouver sa liberté. À l'instar de Jarod, elle cherche à découvrir ce qui est arrivé à sa mère, présumée morte dans des circonstances étranges, tuée par balles dans un ascenseur. Cependant, elle hésite à aider Jarod même si celui-ci tente tant bien que mal de la persuader de lutter contre le Centre et de ne plus faire confiance aux « siens ». On peut se laisser aller à penser qu'un sentiment amoureux existe entre elle et Jarod au début de la série mais leur lien fraternel ressortira au fur et à mesure des épisodes. Elle aura une relation amoureuse avec Thomas, un jeune charpentier, mais qui est aussi un homme plein de sagesse qui lui apporte une sérénité de l'esprit. Elle songea même à démissionner du centre définitivement pour faire sa vie avec lui, mais le Centre le fera tuer et Mlle Parker enquêtera sur son assassin, comprenant qu'à part Sydney et Broots, elle ne peut avoir confiance en personne d'autre et même pas en sa propre famille.
- Sydney : psychiatre, survivant de l'Holocauste, comme son frère jumeau Jacob, c'est lui qui s'est occupé de l'éducation de Jarod, alors qu'au départ c'était son frère Jacob qui devait s'en occuper, avant que celui-ci ne soit victime d'un accident orchestré par le Centre lui-même. Il représente d'ailleurs un père de substitution pour Jarod, car bien qu'il l'accompagne pour le conseiller dans ses simulations, Sydney fera preuve d'un grand sentiment paternel pour que Jarod puisse réussir, et Jarod le ressent ainsi, ce qui l'incite à faire une carte pour Sydney lors de la fête des pères (bien que Sydney ne souhaite pas l'accepter, ne s'en jugeant pas digne, il choisira toutefois de la conserver). Il est le seul contact, hormis Miss Parker et Angelo, que Jarod ait gardé au Centre et qu'il consulte régulièrement. C'est aussi la seule personne du Centre en qui Jarod ait confiance, car même si sa mission est de le ramener au Centre, il joue double jeu et l'aide au contraire à prendre plus d'avance. Il a également un fils biologique, Nicolas, dont il apprend l'existence à l'âge adulte de ce dernier. En outre, les exploits de son protégé Jarod le remplissent de fierté.
- M. Broots : informaticien, il travaille avec Mlle Parker à rechercher Jarod. Il n'a rien à voir avec les mauvais desseins des dirigeants du Centre et sa présence est totalement incongrue en ces lieux. Peureux, il est très impressionné par Miss Parker qui n'est pas tendre avec lui, bien qu'elle lui fasse confiance en raison de ses remarquables compétences et qu'elle ait tout de même du respect pour son rôle parental et ses rares moment de bravoure. Il semble être la seule personne normale du Centre, sa vie et sa situation familiale étant bien définies. Il est très attentionné envers sa fille, Debbie, qu'il élève seul, étant séparé de son épouse ex-joueuse compulsive. Excellent informaticien, il est capable de développer des systèmes que les équipes techniques du centre échouent à percer. Il a également des connaissances pointues dans de nombreux domaines scientifiques.
- William Raines : également connu comme "le docteur Billy", c'est l'homme à la bouteille d'oxygène. Médecin-psychiatre, numéro deux du Centre et aussi le plus cruel et le plus troublant de tous les employés, détesté par l'équipe de Mlle Parker. Il est à l'origine de tous les projets et évènements sordides de la série (Le SL-27, Angelo, Einnad, les EMI de Jarod, GEMINI, Mirage, etc ...). On découvrira dans le dernier téléfilm, L'Antre du Diable, qu'il est le vrai père biologique de Mlle Parker et M. Lyle ainsi que le frère biologique de M. Parker ; son véritable nom est Abel Parker[4].
- Angelo : avant de s'appeler ainsi et de subir des tortures infligées par le Dr Raines, son nom était Timmy et lui aussi avait été enlevé en bas âge et retenu au Centre. Il fut le premier sujet utilisé pour booster les capacités de Caméléon par l'emploi de chocs électriques, ce qui s'avéra un échec. Il est devenu « fou » à la suite des expériences pratiquées sur lui. Ses capacités à communiquer avec le monde extérieur ont été inhibées, mais il garde un lien très étroit avec ses anciens compagnons : Mlle Parker et Jarod. C'est la principale source d'information de Jarod sans que le Centre ne s'en doute une seconde, son apparente bêtise le plaçant au-dessus de tout soupçon. Il se déplace fréquemment dans les conduits d'aération et rassemble ainsi une immense quantité d'informations vitales. Doué d'empathie à un degré très élevé, il est capable d'interpréter des dessins, de pressentir les événements à venir ou même de déterminer à qui appartient un objet. Angelo aurait aussi la faculté de prendre momentanément le rôle d'une personne qui l'entoure, mais cela à condition que le lien qui l'unit à cet être soit déjà présent, Angelo s'est déjà pris pour Jarod ou son frère Kyle, étant tous deux des personnes facilement imitables, mais n'aura jamais été capable de prendre le rôle de M. Raines ou de M. Parker. Il récupérera sa véritable identité temporairement grâce à Jarod qui lui a fait parvenir un traitement expérimental lui rendant ses facultés mentales et donc le nom de Timmy, mais à la condition de prendre ses injections à intervalle régulier et de n'en rater aucune, sans quoi il régressera de façon définitive. Il choisit de régresser volontairement en donnant sa dernière ampoule à un enfant à qui le Centre a fait subir un sort similaire mais plus agressif et choisit donc de le sauver, car étant déjà assez âgé, il préfère que l'enfant ait toutes ses chances de vivre une vie sereine que de devenir un handicapé comme lui.
- M. Parker : père de Mlle Parker et M. Lyle, veuf de Catherine Parker, c'est le directeur du Centre. Personnage ambigu, il est difficile de savoir s'il subit les événements ou s'il les manipule. Il ment très souvent, y compris à sa fille qu'il ne tient jamais au courant de ses plans. Elle est néanmoins son point faible, il peut entrer dans une colère noire s'il la sait en danger. Il épouse Brigitte en secondes noces mais ne s'émeut pas de sa mort en couche. Il se donne la mort à la fin du second téléfilm en essayant d'emporter les rouleaux dans sa chute après les avoir consulté.
- M. Lyle : alias Bobby Bowman, frère jumeau caché de Mlle Parker, il se fait couper un pouce par les Yakuzas[5] après que Jarod fasse capoter l'enlèvement d'un témoin gênant organisé par le Centre pour leur compte ainsi que la transaction entre eux découlant de l'opération. Il travaille lui aussi au Centre. D'abord remplaçant de M. Parker au début de la Saison 2 puis exécuteur des basses œuvres après une longue cavale, impossible à émouvoir, cruel et glacé, il est en outre cannibale, avec un penchant pour les jeunes Asiatiques. Durant son enfance, il a été traumatisé par les sévices causés par son père adoptif[6] et est devenu tueur en série. Il est d'ailleurs responsable de nombreux meurtres (élucidés ou non), dont celui du frère de Jarod. Il est également très doué pour disparaître, s'étant fait passer plusieurs fois pour mort.
- Brigitte : deuxième femme de M. Parker et belle-mère de Mlle Parker et M. Lyle, qui la déteste. Nouvelle cheffe des « nettoyeurs » arrivée en même temps que M. Lyle (avec qui elle a eu une brève liaison), elle est arriviste, hautaine, capricieuse, exécrable et a même tenté d'assassiner son époux avant le début de leur liaison. Atteinte d'un placenta praevia mettant sa vie en péril en cas de grossesse, elle parvient néanmoins à donner le jour à un enfant. Sa belle-fille l'aide à accoucher, ce qui les rapproche quelque peu. Brigitte meurt peu de temps après, en demandant pardon pour toutes les souffrances qu'elle a fait subir à son entourage et en avouant l'assassinat de Thomas Gates, l'amant de Mlle Parker. Par la suite, M. Parker prétend qu'il ne l'a jamais aimée et se serait juste servi d'elle pour qu'elle lui fasse un enfant.
- Major Charles : père de Jarod, ancien membre de l'unité militaire du « Cercle de Feu » (voir l'épisode Donotérase, première et deuxième partie). Après l'enlèvement de son fils, il a été séparé de sa femme et de sa fille. Il est depuis longtemps à leur recherche, comme Jarod. Il parvient à retrouver la sœur de Jarod, Emily, à la fin de la série (Inner Sense). À l'instar de ses fils, il est lui-même un Caméléon accompli, ayant pu échapper au Centre pendant des années et facilement s'infiltrer dans les différentes antennes du Centre pour glaner des informations.
- Kyle : frère cadet de Jarod, il a vécu une enfance presque similaire. Il est aussi un Caméléon, éduqué sous la direction de M. Raines. Après des années d'isolement, lorsque Jarod et lui se croisent par hasard dans les couloirs du Centre, aucun des deux ne reconnait l'autre et une relation purement amicale se développe entre eux. Kyle est affligé d'une cicatrice à la main à cause de Raines, qui a changé sans prévenir les paramètres d'une expérimentation sur l'anticipation de la douleur effectuée sur lui et Jarod, qui l'a brûlé à l'acide en croyant que c'était de l'eau. Il est au cœur d'un projet secret de Raines, dont le but était d'inverser totalement le sens moral d'une personne. En conséquence, il est fondamentalement mauvais et violent, et répète sans cesse la phrase "Je décide qui doit vivre ou mourir". Il a été libéré du Centre plusieurs années avant l'évasion de Jarod et a cherché des informations sur ses parents. Ses méthodes brutales l'ont néanmoins conduit en prison jusqu'à ce qu'il s'évade. Il simulera sa mort dans l'explosion d'une camionnette à la fin de la Saison 1. Il meurt réellement, abattu par M. Lyle en tentant de sauver Jarod quelques mois après. Ce dernier fait don de son cœur à un enfant mourant. Juste avant sa mort, il avait goûté à la rédemption en sauvant une vie, comprenant que la satisfaction d'une vie sauvée était bien meilleure que celle d'une vie prise.
- Ethan : demi-frère de Jarod et de Mlle Parker. Il est né d'une insémination artificielle : en effet, le sperme du major Charles a été implanté en Catherine Parker afin qu'elle mette au monde un « super Caméléon », doté des capacités intellectuelles de son père ainsi que du sixième sens de sa mère (la capacité d'entendre des voix qui la guident dans sa vie). Homme surdoué, il a hérité du don de Caméléon de Jarod et de l'Inner Sense des femmes Parker. Élevé par Raines, qui tua Catherine Parker juste après la naissance de l'enfant, il fut manipulé de la même façon que Kyle, au point de presque devenir un tueur. Raines lui ordonne de commettre un attentat à la bombe dans une rame de métro, mais ce plan est déjoué par Jarod. La série se termine sur l'explosion du wagon, survenant quelques secondes après que Jarod, Ethan et Mlle Parker s'en sont échappés. Dans le premier téléfilm succédant à la série, Ethan se rallie à Jarod pour l'aider.
- La mère de Jarod: personnage récurrent dont le mystère reste non élucidé à la fin de la série. On sait qu'elle n'a jamais perdu espoir de retrouver ses fils, même au bout de 34 ans, et également qu'elle a rencontré Catherine Parker alors qu'elles menaient toutes deux leur première grossesse.
- Catherine Parker : née Catherine Elaine Jamison, mère de Mademoiselle Parker et M. Lyle, épouse de M. Parker, elle est membre du Centre. À l'origine religieuse dans un couvant, elle le quittera et renoncera à ses vœux après avoir fait la connaissance de son époux. À partir de 1969, elle s'oppose aux projets expérimentaux du Centre et notamment de William Raines sur les enfants et sauve plusieurs d'entre eux. Elle adopte une petite fille malade, Faith, qui meurt cependant d'une leucémie peu de temps après sa "mort" dans l'ascenseur. Elle est aussi la mère d'Ethan, qu'elle a conçu par insémination artificielle avec un échantillon de semence provenant du Major Charles, père de Jarod, dans le cadre du Projet Mirage. Le 9 avril 1970, elle s'oppose officiellement au projet GEMINI. Elle meurt officiellement le 13 avril, par suicide selon le rapport officiel, mais vraisemblablement assassinée d'après Angelo qui a assisté à la scène. Bien que d'abord identifié comme le Major Charles, le faux tireur s'avère être Raines, qui a tout organisé pour pousser Catherine à collaborer activement au Projet Mirage avant de la liquider pour de vrai juste après l'accouchement.

## Produits dérivés

### Téléfilms
L'arrêt de la diffusion de la série sur NBC et le rachat des droits par la chaîne TNT ont donné lieu à deux téléfilms destinés à clore les quatre saisons du Caméléon et réalisés en 2001 par Frederick King Keller (en) :
1. Caméléon contre Caméléon (The Pretender 2001) - 90 minutes
2. L'Antre du Diable (The Island of the Haunted) - 90 minutes

À ce jour pourtant, ces téléfilms sont insuffisants pour clore l'intrigue, en raison notamment de la fuite de la mère de Jarod. Il était prévu deux téléfilms supplémentaires dans ce but, mais la chaîne TNT, nouvelle détentrice des droits, est à son tour en proie à des difficultés financières.

## Accueil

### Critiques
En France, l'accueil est aussi mitigé, le site Allociné lui donne une note 3.3⁄5 basé sur 101 avis.

### Audiences

#### Aux États-Unis
| Saison   | Nombre d’épisodes | Diffusion originale | Diffusion originale | Diffusion originale | Diffusion originale            |
| Saison   | Nombre d’épisodes | Années              | Début de saison     | Fin de saison       | Audience moyenne (en millions) |
| -------- | ----------------- | ------------------- | ------------------- | ------------------- | ------------------------------ |
| 1        | 22                | 1996-1997           | 17 septembre 1996   | 17 mai 1997         | 7,20                           |
| 2        | 22                | 1997-1998           | 1er novembre 1997   | 16 mai 1998         | 11,40                          |
| 3        | 22                | 1998-1999           | 17 octobre 1998     | 22 mai 1999         | 10,00                          |
| 4        | 20                | 1999-2000           | 25 septembre 1999   | 13 mai 2000         | 8,70                           |
| Téléfilm | 2                 | 2001                | 22 janvier 2001     | NC                  | 5,53                           |
| Téléfilm | 2                 | 2001                | 10 décembre 2001    | NC                  | NC                             |

### Apparitions dans la sérieProfiler
- L'épisode …Et mat (Grand Master) de Profiler (troisième saison) : cet épisode est une suite alternative de l'épisode Échec… du Caméléon. La fin du précédent épisode est changée : "Le Père" réussit à s'enfuir et l'équipe du VCTF est forcée de reprendre l'enquête amorcée dans Le Caméléon lorsque les deux "Joshua" sont retrouvés morts dans leurs cellules avant qu'ils ne puissent révéler ce qu'ils savent. Bailey Malone n'a aucune confiance en Jarod, et nourrit de sérieux soupçons à son sujet. Le ton et la teneur de l'intrigue changent radicalement d'un épisode à l'autre, passant d'un antagoniste simplement fou à un père en deuil. Ces changements causent certains problèmes de continuité d'un épisode à l'autre.
- L'épisode : Dissimulations (Clean Sweep) de Profiler (quatrième saison) : cet épisode est une suite alternative de l'épisode Simulations. Là encore, alors que l'enquête semblait résolue, un rebondissement inattendu déviant de la fin établie dans l'épisode précédent conduit Jarod à une surprenante découverte. Bailey Malone réalise qu'il s'agit bien du même Jarod rencontré l'année précédente, mais sous une nouvelle identité. Tout comme pour le précédent crossover, un changement de continuité entre les deux épisodes permet de prolonger artificiellement l'affaire, une fois encore impliquant un changement drastique de ton et des incohérences de continuité.
- L'épisode Le Piano funeste (Pianissimo). L'ancien agent Marks tente par tous les moyens de détruire la vie de Rachel Burke. Afin de mettre un terme à ses agissements, Jarod retourne voir Rachel. Parallèlement, il l'aide à résoudre une affaire en cours. Cette aventure n'est pas la suite d'un épisode de la série, mais elle peut cependant être située quelque part après l'épisode Décomposition, bien qu'elle ne s'inscrive pas du tout dans la continuité des épisodes du Caméléon.

## Autour de la série
- Le succès de cette série repose principalement et avant tout sur la double intrigue de la série : chaque épisode raconte une histoire complète accompagnée d'une recherche d'indices dévoilant le mystère autour des origines de Jarod et des véritables activités du Centre.
- Dans beaucoup d'épisodes, les vidéos sur l'enfance de Jarod le montrent en train de subir une expérience de Sydney, souvent pour résoudre des conflits ayant réellement existé. Ainsi, Jarod est celui qui aurait trouvé la solution pour sauver la mission Apollo 13 (saison 1) en 1970.
- Dans chaque épisode, Jarod découvre un objet ou un gadget et ne s'en sépare pas pendant tout l'épisode (les distributeurs de bonbons Pez, M. Patate, …)
- Au cours de la troisième saison, un crossover en deux parties fut mis en place avec la série phare Profiler diffusée par le même réseau américain. L'intrigue commençant dans l'une pour se conclure dans l'autre. L'extraordinaire rencontre de Jarod et de Samantha Waters conduisit les producteurs des deux séries à renouveler l'expérience durant la quatrième saison. Cependant, et à la différence de Samantha, une idylle amoureuse sera créée autour de Rachel et Jarod. Jarod reviendra d'ailleurs une ultime fois prêter main-forte à Rachel durant l'un des derniers épisodes de Profiler. Aucun lien ne rattache cette histoire à la série Le Caméléon. Il s'agit donc d'une aventure à part de Jarod, qui ne figure pas sur les DVD de la série.
- Steven Long Mitchell et Craig Van Sickle ont été fortement inspirés par Ferdinand Waldo Demara.
- Les décors extérieurs du Centre sont la station de potabilisation R.C. Harris (en), à Toronto, au Canada. Sa façade est construite en style Art déco.
- Durant ses trois premières saisons, Le Caméléon attirait plus de 10 millions de téléspectateurs chaque semaine aux États-Unis, un score honorable pour un samedi soir. L’audience s’est toutefois quelque peu érodée lors de la quatrième saison, avec une baisse de plus d’un million de fidèles[7].

## Distinctions

### Récompenses
- First Americans in the Arts :
  - Meilleure performance exceptionnelle d'un acteur dans une série dramatique pour Tyler Christopher
- 19e cérémonie des Young Artist Awards :
  - Meilleur jeune acteur dans un second rôle dans une série dramatique pour Ryan Merriman
- 20e cérémonie des Young Artist Awards :
  - Meilleure performance exceptionnelle d'un jeune acteur dans une série dramatique pour Seth Adkins
  - Meilleur jeune acteur dans un second rôle dans une série dramatique pour Ryan Merriman

### Nominations
- 18e cérémonie des Young Artist Awards :
  - Meilleur jeune acteur dans une série dramatique pour Ryan Merriman
  - Meilleure jeune actrice dans une série dramatique pour Ashley Peldon
- 19e cérémonie des Young Artist Awards :
  - Meilleur jeune acteur dans un second rôle dans une série dramatique pour Zachary Browne
- 20e cérémonie des Young Artist Awards :
  - Meilleure jeune actrice dans une série dramatique pour Ashley Peldon
- 21e cérémonie des Young Artist Awards :
  - Meilleur jeune acteur dans une série dramatique pour Caitlin Wachs
- YoungStar Award 1997 :
  - Meilleur jeune acteur dans une série dramatique pour Ryan Merriman
- YoungStar Award 1999 :
  - Meilleur jeune acteur dans une série dramatique pour Ryan Merriman
- YoungStar Award 2000 :
  - Meilleur jeune acteur dans une série dramatique pour Ryan Merriman
- 2e cérémonie des Satellite Awards :
  - Meilleure série dramatique
  - Meilleur acteur dans une série dramatique pour Michael T. Weiss
- 3e cérémonie des Satellite Awards :
  - Meilleure série dramatique
  - Meilleur acteur dans une série dramatique pour Michael T. Weiss
  - Meilleure actrice dans une série dramatique pour Andrea Parker
- 52e Primetime Emmy Awards :
  - Meilleure musique du générique pour Mark Leggett et Velton Ray Bunch
- 25e cérémonie des Saturn Awards :
  - Meilleur acteur en genre pour Michael T. Weiss